# Двери
Српски покрет Двери, познат као Двери, је политичка странка у Србији. Предводи га Иван Костић, који је наследио Бошка Обрадовића, суоснивач покрета.
Настале су 1999. као омладинска организација окупљена око истоименог студентског часописа. Током 2000-их деловале су као невладина организација, промовишући вредности православног хришћанства и породице. Од октобра 2023. део су коалиције Национално окупљање.

## Назив
Српски покрет Двери има статус политичке странке, док су Двери српске периодични часопис које ова политичка странка издаје. Пошто су представници Српског покрета Двери изјавили да излазе на изборе као независна листа, почела је деловати и нова политичка организација под називом Покрет за живот Србије, која је имала статусом удружења грађана. Тако је створен нови интегрисани медијски систем под називом Двери — Покрет за живот Србије. Двери су 2015. званично уписане у регистар политичких организација Републике Србије под називом Српски покрет Двери.

## Историја

### Организација (1999—2011)
Године 1999. Бранимир Нешић је основао Двери као хришћанско-десничарску омладинску организацију коју чине углавном студенти Универзитета у Београду која је редовно организовала јавне трибине посвећене популаризацији клеро-националистичке филозофије Николаја Велимировића, епископа Српске православне цркве, који је канонизован 2003. и сматра се великим антизападним мислиоцем.
Организација промовише изражену српску националистичку идеологију. На основу оцене пристрасности и неосуђивања злочина од стране друге националности, Двери су се успротивиле резолуцији Скупштине Србије у марту 2010. којом се осуђује масакр у Сребреници који је починила војска босанских Срба у источној Босни 1995. године. Двери се такође жестоко противе унилатералном проглашење независности Косова. Такође су добро познати по свом противљењу правима ЛГБТ+ особа.
У октобру 2010. одржана је прва парада поноса у Београду, у којој су се хиљаде антигеј демонстраната насилно сукобиле са полицијским јединицама које су обезбеђивале учеснике параде. Једна од екстремно десничарских група које су организовале антигеј протест биле су Двери, а члан те организације је, цитира The Economist, рекао да је протест облик „одбране породице и будућности српског народа”.
У августу 2011, уочи Параде поноса 2011. у Београду, ова организација је упозорила да би организовање оваквог догађаја могло да подстакне друштвене немире и изазове нереде и додала да ће, ако Влада дозволи да се парада настави, „Београд горети као Лондон који је недавно горео”. У страху од насилнијих сукоба, власти су на крају одлучиле да откажу догађај, одлуку коју су критиковале групе за људска права као што је Amnesty International, који је посебно издвојио Двери и Образ као главне десничарско-националистичке групе одговорне за „оркестрирање опозиције на понос”.

### Група грађана (2011—2015)
Покрет је у марту 2012. прикупио 14.507 потписа за регистрацију као изборна листа за парламентарне изборе 2012. године. Покрет Двери добио је 4,35% гласова бирача, не успевши да пређе минимални цензус од 5% за улазак у Скупштину.
У септембру 2012. вођа Двери Владан Глишић позвао је на „100-годишњу забрану” парада поноса у Београду, описујући такав догађај као „промоцију тоталитарне и деструктивне идеологије” и оптужио владајућу Социјалистичку партију Србије да је под утицајем „геј лобија”.
У септембру 2013, уочи још једног покушаја параде поноса у Београду, Бошко Обрадовић је рекао да тај догађај представља „наметање страних и неприкладних вредности, изнесених малолетницима — најугроженијем делу друштва”.
Евроскептична Демократска странка Србије бившег председника Владе Војислава Коштунице разматрала је 2014. опције за формирање „Патриотског блока” који би се супротставио доминантној проевропској политици политичке елите, а коалицију су позвале Двери (при чему се као потенцијални трећи коалициони партнер помиње Српска радикална странка). Међутим, ДСС је првобитно одбио предлог, наводећи да предложене странке нису у потпуности прихватиле ставове ДСС-а и да само желе да се учлане како би ушле у Скупштину. Двери су поново учествовале саме на парламентарним изборима 2014. године, освојивши 3,58% гласова, поново не успевши да пређу минимални цензус од 5% за улазак у Скупштину. Многи су их окарактерисали као крајње десничарску странку у овом тренутку.

### Савремено доба (2015—данас)
У новембру 2014. Двери и Демократска странка Србије су се изјасниле да ће на следеће изборе изаћи као савез „Патриотски блок”. У јануару 2015. блоку су приступили и ПУЛС и СЛС. Парламентарни избори одржани су 24. априла 2016. на којима је „Патриотски блок” освојио 5,04% гласова (13 мандата, од чега су Двери имале 7). После ових избора, први пут у историји, постале су парламентарна странка.
Двери су 3. септембра 2016. саопштиле да ће Бошко Обрадовић, председник Двери, бити њихов кандидат на председничким изборима 2017. године. Бошко Обрадовић је 10. марта предао РИК-у своје потписе за кандидатуру. На крају је на председничким изборима добио само 2,16% гласова.
Године 2018. одржани су локални избори у Београду и Бору 4. марта. Двери су најавиле коалицију са Доста је било под називом „Доста је било и Двери — Да ови оду, а да се они не врате”. У Београду је коалиција освојила 3,89% гласова, док је у Бору освојила 8,17% (3 мандата). У Лучанима су 16. децембра 2018. одржани локални избори. Учествовали су са коалицијом Савез за Србију и освојили 9,57% гласова (4 мандата). Истог дана одржани су и локални избори у Кладову, Дољевцу и Кули, али су Двери и друге странке из Савеза за Србију бојкотовале изборе.
Двери су 2018. биле једна од оснивачких странака свеобухватног опозиционог Савеза за Србију који је бојкотовао парламентарне изборе 2020. године. У октобру 2018. покренула се полемика око члана Срђана Нога који је рекао да „Ану Брнабић и Александра Вучића треба јавно обесити”. Томе су се успротивили и други чланови Двери, укључујући председника Бошка Обрадовића, те је Ного почетком 2019. искључен из странке. За све време постојања Савеза за Србију они су били једина евроскептична странка (поред Здраве Србије која је отишла почетком 2020. године).

## Идеологија
Двери су у почетку биле оријентисане на хришћански фундаментализам, клерофашизам и ултранационализам, а држале су политичку позицију крајње деснице. Идеологија покрета је такође описана као фашистичка и антисемитска. Током свог оснивања, Двери су издавале књиге и часописе клерикалног и националистичког садржаја. Такође су водиле кампању против побачаја. Од свог оснивања, Двери подржавају хришћанску десницу и монархизам. Научници су такође описали њене идеолошке ставове као ксенофобичне, највише због њихових хришћанско-десничарских ставова. Двери су такође познате као упорни противник права ЛГБТ+ особа.
Двери су са првобитних ставова прешле на десничарску позицију, иако су задржале националистичке и конзервативне ставове. Покрет је такође класификован као странка десничарског популизма, због противљења илегалној имиграцији и евроскептицизма. Подржава економски национализам, протекционизам и еконационализам. Двери сарађују са Алтернативом за Немачку и осталим члановима Идентитета и демократије.

## Демографске карактеристике присталица
Резултати истраживања ЦеСИД-а из 2014. године о демографској структури присталица странака у Србији су показали да Двери у нешто већој мери подржавају мушкарци, а да су присталице доминантно смештене у најмлађе групе испитаника (77% млађе од 40 година, 54% млађе од 30). Највећи удео (54%) су чинили високообразовани грађани.
Симпатизери Двери доминантно припадају групи код које је значајно изражен конформизам и ауторитарност. Такође, показују висок степен национализма и верске нетолеранције.
Према истраживању НСПМ-а из 2016. године коалицију Двери и ДСС су приближно равномерно подржавали бирачи који имају између 40 и 60 година и млађи од 40 година, док је већина бирача (60,4%) била са средњом стручном спремом.

## Председници Двери
| # | Председник      | Председник | Рођење—смрт | Почетак мандата | Завршетак мандата  |
| - | --------------- | ---------- | ----------- | --------------- | ------------------ |
| 1 | Бошко Обрадовић |            | 1976—       | 28. јун 2015.   | 23. децембар 2023. |

## Резултати на изборима

### Парламентарни избори
| Године | Вођа            | Гласови       | % од важећих  | #             | Мандати     | Промена     | Коалиција  | Статус           |
| ------ | --------------- | ------------- | ------------- | ------------- | ----------- | ----------- | ---------- | ---------------- |
| 2012.  | Владан Глишић   | 169.590       | 4,54%         | 8.            | 0 / 250     | 0           | —          | ванпарламентарна |
| 2014.  | Бошко Обрадовић | 128.458       | 3,69%         | 6.            | 0 / 250     | 0           | —          | ванпарламентарна |
| 2016.  | Бошко Обрадовић | 190.530       | 5,19%         | 6.            | 7 / 250     | 7           | Двери—ДСС  | опозиција        |
| 2020.  | Бошко Обрадовић | бојкот избора | бојкот избора | бојкот избора | 0 / 250     | 7           | СЗС        | ванпарламентарна |
| 2022.  | Бошко Обрадовић | 144.762       | 3,92%         | 6th           | 6 / 250     | 6           | Двери—ПОКС | опозиција        |
| 2023.  | Бошко Обрадовић | предстојећи   | предстојећи   | предстојећи   | предстојећи | предстојећи | НО         | —                |

### Председнички избори
| Године | Кандидат        | 1. круг — гласови | 1. круг — гласови | % од важећих | 2. круг — гласови | 2. круг — гласови | % од важећих |
| ------ | --------------- | ----------------- | ----------------- | ------------ | ----------------- | ----------------- | ------------ |
| 2012.  | Владан Глишић   | 8.                | 108.303           | 2,90%        | —                 | —                 | —            |
| 2017.  | Бошко Обрадовић | 6.                | 83.523            | 2,32%        | —                 | —                 | —            |
| 2022.  | Бошко Обрадовић | 4.                | 165.181           | 4,46%        | —                 | —                 | —            |

## Издавачка кућа
је издавачка кућа основана у знак сећања на Предрага Драгића Кијука. Име је понела по његовој српској духовној енциклопедији, издатој 1992. године. Издавачу кућу су основали Бранимир Нешић и Бошко Обрадовић, а њена уређивачка политика је заснована на истим темељима на којима је настао часопис „Двери српске“. Ова издавачка кућа је имала свој штанд на 57. и 58. београдском сајму књига, и до сада је издала 26 књига:
- Едиција Путовође:

1. Група аутора: Достојевски — Апостол православног реализма
2. Солжењицин — Не живети у лажи
3. Милош Црњански: О национализму и српском становишту
4. Група аутора: Кијук — мудра птица љубави
5. Група аутора: Тајна Светосавља
6. Група аутора: Његош — песник српске слободе

- Едиција Прећутано слово:

1. Група аутора: Глобално заГЕЈавање — Тоталитаризам идеологије хомосексуализма
2. Марко С. Марковић: Истина о Француској револуцији
3. Група аутора: Нацизам и антинацизам: јуче, данас, сутра
4. Владимир Димитријевић: Заборављена културна историја Срба
5. Биљана Ђоровић: Атлантис против Левијатана — борци против глобализације
6. Александар Арсенин: Приватност у 21. веку
7. Група аутора: Генетски модификовани поредак — Опасности од ГМО
8. Стивен Баскервил: Родна равноправност и проблем људских права

- Едиција Дверјани

1. Бошко Обрадовић: Српска унија — елементи националне стратегије за 21. век
2. Владан Глишић: Мали водич за српски опстанак
3. Данило Тврдишић: Глобализација безумља — друго допуњено издање

- Едиција Лепо слово

1. Зорица Кубуровић: Мали роман о светлости
2. Јулија Вознесенска:Касандрин пут

- Едиција Српско становиште

1. Мило Ломпар: Повратак српском становишту
2. Група аутора: Тито и Срби — злочинац на челу колоне
3. Коста Чавошки: Злоупотреба историје у Хагу
4. Група аутора: Дај нам Боже муниције — српска авангарда на бранику Отаџбине
5. Група аутора: Како сахранити Броза?
6. Ратко Парежанин: Гаврило Принцип у Београду

- Едиција Руско становиште

1. Јелена Гускова: Балкански путеви и сумануто беспуће

## Признања
- Српски сабор Двери је добитник плакете „Вечерњих новостиˮ за најплеменитији подвиг 2007. године — за хуманитарну акцију помоћи опстанку народних кухиња на Косову и Метохији.
- 2009. године, поводом 10 година постојања и рада Двери су постале носилац архијерејске грамате патријарха српског Павла